# .mo
.mo е интернет домейн от първо ниво за Макао. Включването на буквата „о“ в името се свързва с алтернативно произнасяне на китайския специален административен район – Макао.
Домейни от второ ниво
- .com.mo – комерсиални сайтове
- .edu.mo – образователни институции
- .gov.mo – правителство
- .net.mo – доставчици на интернет
- .org.mo – нестопански организации